# Elidio De Paoli
Elidio De Paoli (Rezzato, 26 agosto 1948) è un politico italiano.
È stato senatore della Repubblica ed è l'attuale leader del movimento Lega Alpina Lumbarda.

## Biografia
Libero professionista, ex dipendente della Caffaro, sindacalista, partecipò alle contestazioni del 1968 e fu a capo di una lega marxista-leninista a Brescia nel 1970.
Successivamente ebbe diverse esperienze politiche a livello amministrativo locale, come indipendente nelle file dei Verdi e quindi nella Lega Alpina Lumbarda, un movimento politico lombardo nato nel 1991 come Lega Alpina su iniziativa dello studioso e attivista dell'autonomismo piemontese Roberto Gremmo, che alle elezioni politiche del 1992 presentò due liste riconducibili alla Lega Alpina: la Lega Alpina Piemont, in tutto il Piemonte sia alla Camera che al Senato, e la Lega Alpina Lumbarda, nelle circoscrizioni Milano-Pavia e Bergamo-Brescia della Camera e in tutta la Lombardia al Senato. Con questo partito partecipò alle elezioni politiche del 1992 correndo al Senato in Lombardia e raccogliendo oltre 119 000 voti, pari al 2,12% a livello regionale (approfittando della somiglianza del nome con quello della Lega Lombarda di Umberto Bossi) sufficiente per entrare al Senato.
Con le elezioni politiche del 1994, caratterizzate dall'adozione del sistema maggioritario, la Lega Alpina Lumbarda si presentò al di fuori dei principali schieramenti in diversi collegi senatoriali della Lombardia. De Paoli riuscì ad essere eletto per la seconda volta senatore grazie al meccanismo dello "scorporo" nel collegio di Albino (BG).
Alle elezioni politiche del 1996 si presentò nel collegio di Albino sotto le insegne di una nuova "Lega": la Lega per l'Autonomia Alleanza Lombarda nata dalla confluenza della Lega Alpina Lumbarda, di cui divenne leader approfittando del fatto che nel frattempo Roberto Gremmo si era volontariamente ritirato dalla scena politica, con il movimento Autonomia Alleanza Lombarda - Lega di Angela Bossi di Pierangelo Brivio (cognato di Umberto Bossi) e della moglie Angela Bossi, sorella del Senatùr. Nei collegi senatoriali della Lombardia la lista ebbe oltre 100.000 voti senza tuttavia riuscire ad eleggere nessuno a Palazzo Madama.
Successivamente (nel 2001 poco prima delle elezioni), pur senza l'appoggio della componente di Brivio, si pose a capo del movimento Lega per l'Autonomia Alleanza Lombarda, aggiungendo la scritta "Lega Pensionati". Questa attenzione nei confronti dei pensionati lo aveva portato in occasione delle elezioni europee del 1999 a presentarsi come indipendente nelle liste del Partito Pensionati.
Alle elezioni politiche del 2001 fu rieletto al Senato con la sua lista e con il simbolo dell'altra associazione, presentatasi al di fuori dai poli, conquistando il 5,4% delle preferenze nella circoscrizione Lombardia e aggiudicandosi un seggio col sistema proporzionale nel collegio numero 32 di Albino (BG).
Aderì al gruppo misto e alla componente LAL - Lega Alleanza Lombarda. Fu membro della Commissione permanente Lavori pubblici e Comunicazioni, e della Commissione parlamentare per le questioni regionali.
In vista delle consultazioni politiche del 2006 firmò col suo partito un patto con L'Unione e si alleò con la coalizione di Prodi in entrambe le Camere. Si ricandidò nuovamente a Palazzo Madama come capolista del suo partito, ma ottenne solo l'1,5% delle preferenze in Lombardia (lo sbarramento regionale era del 3%) e non venne eletto. Alla Camera il suo partito ottenne 44.580 voti pari all'1,6% a livello circoscrizionale (con una punta del 2% in provincia di Bergamo).
Divenne quindi sottosegretario allo Sport nel secondo governo Prodi. Nel maggio dello stesso anno fu candidato alla presidenza della Provincia di Mantova per il suo movimento, al di fuori delle due principali coalizioni, senza riuscire ad entrare in Consiglio provinciale.
Guidò ancora la lista della Lega per l'Autonomia - Alleanza Lombarda - Lega Pensionati al Senato nel 2008, con esiti che non furono migliori.
Nell'agosto 2007, interviene a Rimini ("a nome del Governo") alla 'Gran Loggia 2007' del Grande Oriente d'Italia, in difesa del ruolo della massoneria per la libertà, perseguita dal fascismo dopo l'ascesa al potere. Nella veste di sottosegretario del Ministero delle Politiche Giovanili, il 5 febbraio ha presenziato al Palazzo Ducale di Genova al Processo a Garibaldi, iniziativa del Grande Oriente d'Italia, patrocinata dal ministero, in occasione del bicentenario della nascita dell'Eroe dei Due Mondi, e introdotto i lavori del Convegno col Gran Maestro del GOI Gustavo Raffi.
Alle elezioni amministrative del 2009 si è candidato alla presidenza della provincia di Brescia sostenuto dal suo movimento, da una lista civica e da un movimento denominato "Pensionati uniti - Lavoratori precari" ottenendo in tutto lo 0,93%. È da notare che in questo caso la commissione elettorale ha rigettato il simbolo del suo movimento Lega per l'Autonomia - Alleanza Lombarda - Lega Pensionati, considerandolo equivoco con quello della Lega di Bossi. Al posto del logo tradizionale è stato allora ripresentato quello della Lega Alpina Lumbarda. Stessa situazione si è verificata per le elezioni del presidente della provincia di Cremona.